# 北長沼駅

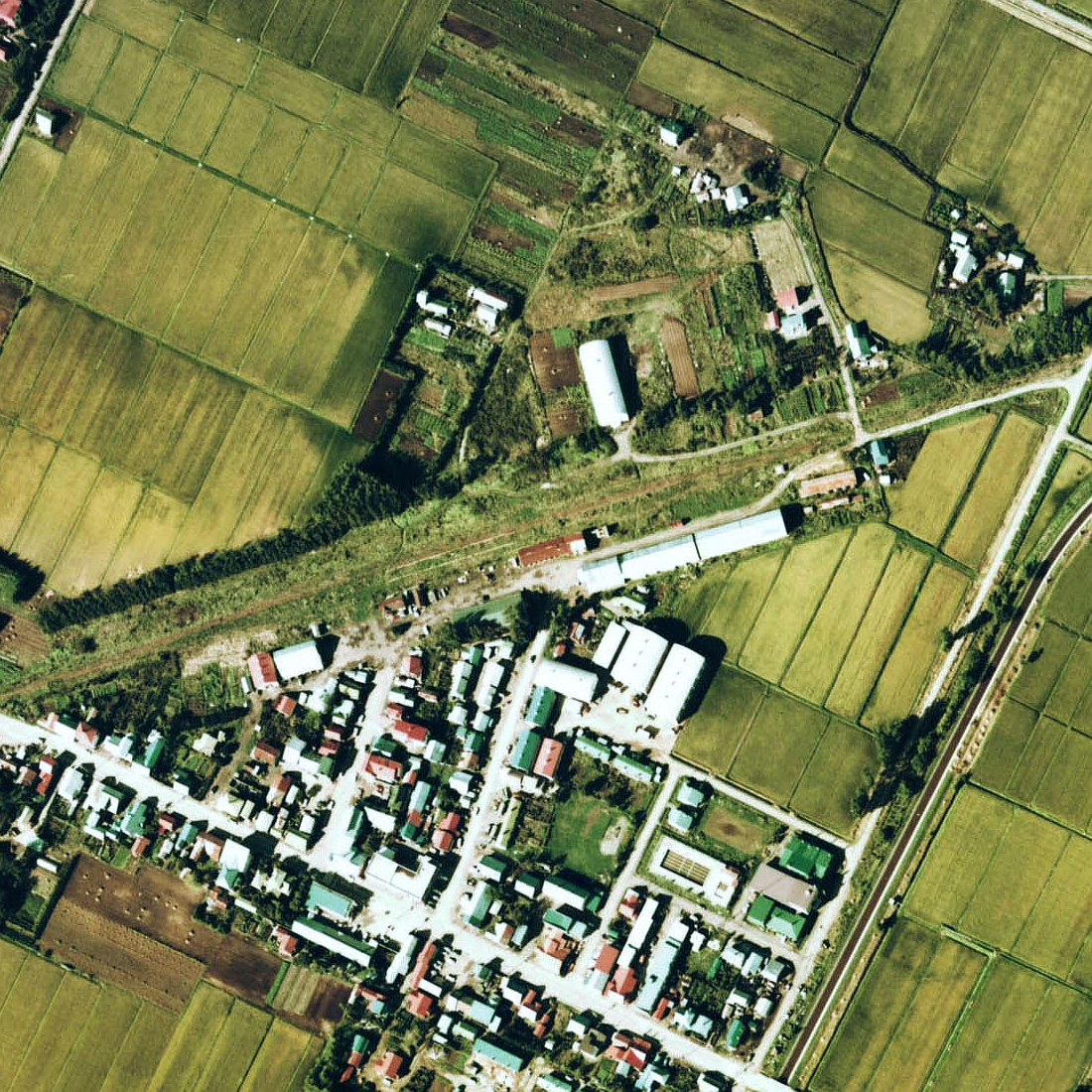
1976年の北長沼駅跡と周囲500 m範囲。右が栗山方面。

北長沼駅（きたながぬまえき）は、北海道夕張郡長沼町にあった夕張鉄道の駅（廃駅）である。夕張鉄道線の廃止に伴い1975年に廃止された。周辺は農業地帯であり駅周辺には倉庫が並び、農産物の集散地として賑わった。

## 歴史
- 1930年（昭和5年）11月3日：長沼駅として開業。
- 1954年（昭和29年）1月16日：北長沼駅に改称。
- 1974年（昭和49年）4月1日：旅客営業休止。
- 1975年（昭和50年）4月1日：廃止。

## 駅構造
島式ホーム1面2線を有する地上駅。終日駅員が配置されていた。

## 駅周辺
かつての農業倉庫が、駅の痕跡となっている。周辺は農業地帯である。
- 長沼町役場北長沼出張所
- 北長沼郵便局
- 北海道道451号北長沼停車場線
  - かつては鉄道の代替となる夕鉄バスの「北長沼」停留所があったが2023年10月に廃止された[1]。 北長沼停留所 (2023年10月1日廃止)

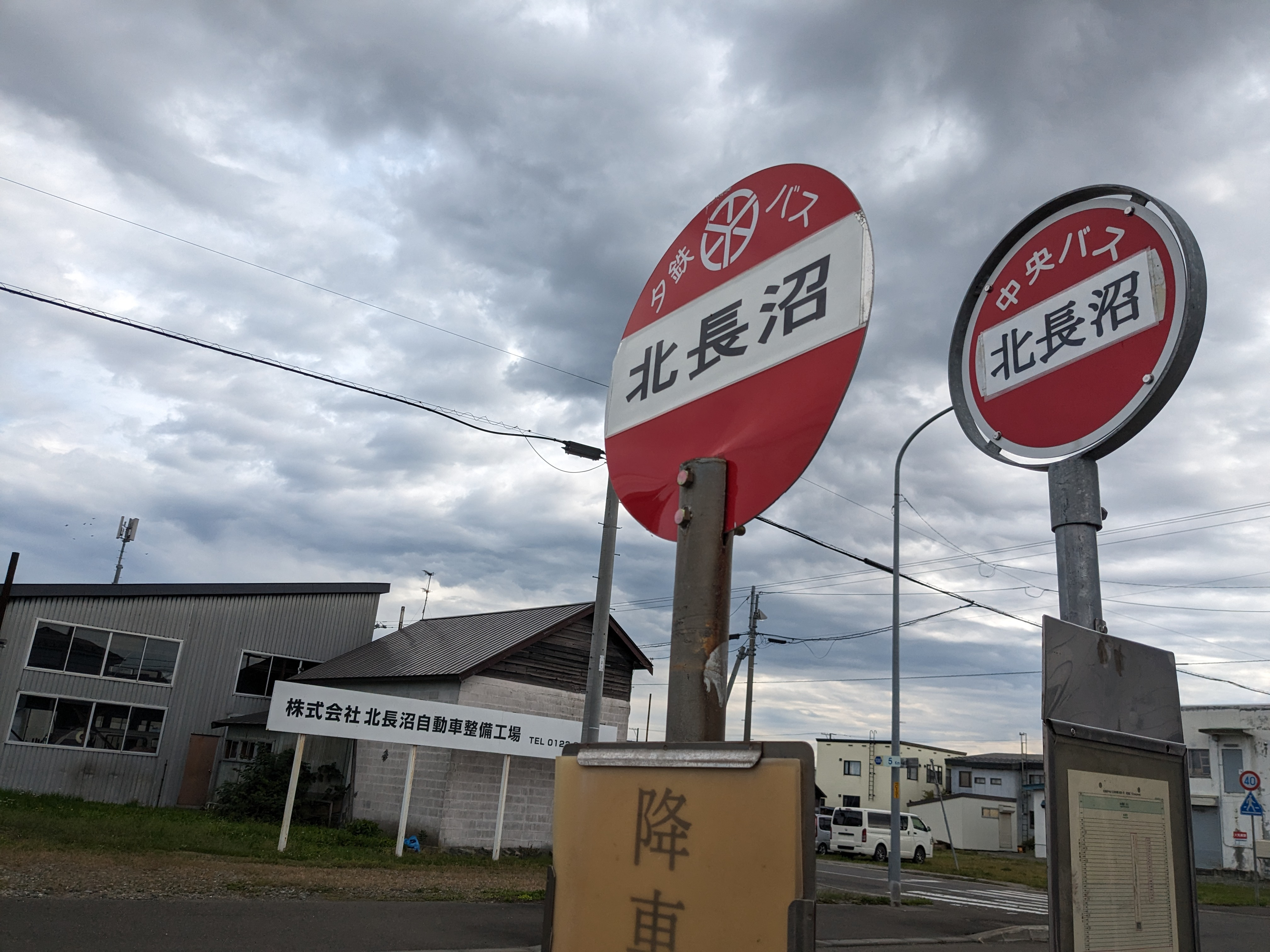
北長沼停留所 (2023年10月1日廃止)

## 隣の駅
夕張鉄道
夕張鉄道線
双葉駅 - 北長沼駅 - 中央農試前駅